# Calisthenics
Calisthenics is een vorm van krachttraining waarbij verschillende oefeningen worden uitgevoerd die de grote spiergroepen aanspreken zoals rennen, staan, grijpen en duwen. De oefeningen worden met minimaal gebruik van apparatuur uitgevoerd; er wordt met name gebruik gemaakt van het eigen lichaamsgewicht.
Het doel van de calisthenicsoefeningen is het verbeteren van kracht, fitheid en flexibiliteit door bewegingen zoals trekken, duwen, buigen, springen en zwaaien, waarbij het lichaamsgewicht als weerstand dient. Calisthenics kan bijdragen aan een verbeterde spier- en aerobe conditie en kan zorgen voor verbeterde psychomotorische vaardigheden zoals balans, behendigheid en coördinatie.

## Oorsprong en etymologie
Het woord calisthenics is afkomstig van de oude Griekse woorden kállos (κάλλος), wat "schoonheid" betekent, en sthenos (σθένος), wat "kracht" betekent.
Calisthenics werd gedaan in het oude Griekenland, waaronder in de legers van Alexander de Grote en de Spartanen bij de slag bij Thermopylae.
Calisthenics werd ook gedaan in het oude China. In de Han-dynastie werd naast diëten ook calisthenics voorgeschreven door artsen als methode om de gezondheid te behouden.

## Geschiedenis

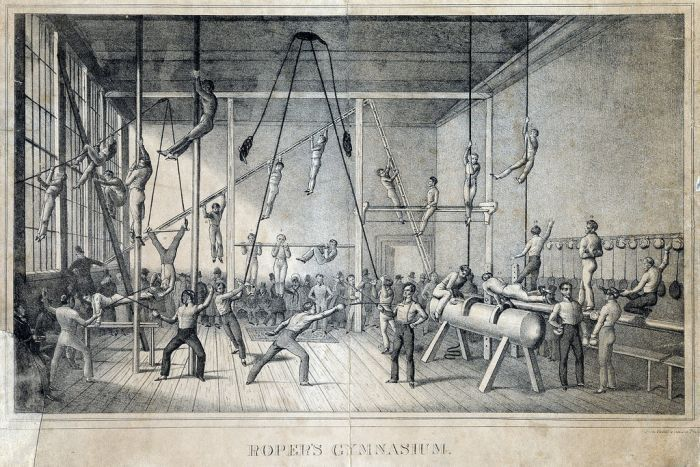
Roper's Gymnasium, Philadelphia, circa 1831. Klimmen, balanceren en gymnastiek waren in het verleden populaire calisthenicsoefeningen en worden vandaag de dag nog steeds beoefend.

Catharine Esther Beecher (1800-1878), een Amerikaanse lerares en schrijfster, had onomwonden opvattingen over vrouweneducatie. Zij was groot voorstander van dagelijkse sportopvoeding en ontwikkelde een calisthenicsprogramma dat werd uitgeoefend op muziek. In 1856 kwam haar boek Physiology and Calisthenics for Schools and Families uit.
Volgelingen van Friedrich Ludwig Jahn, de 'oervader' van het turnen, brachten hun versie van gymnastiek naar de Verenigde Staten, terwijl Catherine Beecher en Dr. Dio Lewis in de 19e eeuw lichamelijke opvoedingsprogramma's voor vrouwen opzetten. Het lichaamsbewegingsprogramma van de Royal Canadian Air Force hielp bij het ontstaan van de moderne fitnesscultuur.
Anno 2021 organiseert de World Street Workout & Calisthenics Federation (WSWCF) jaarlijks nationale kampioenschappen en wereldkampioenschappen in de categorieën freestyle en kracht ("power and strength"). De World Calisthenics Organization (WCO) in Los Angeles organiseert een reeks wedstrijden genaamd Battle of the Bars. De WCO was tevens de eerste die competitieregels vastlegde, waaronder gewichtsklassen, tijdrondes, beoordelingscriteria en een 10-puntensysteem.
Populair is ook 'Freestyle Calisthenics', een calisthenicsstijl waarbij de sporter zijn kracht en momentum gebruikt om dynamische skills en trucs op de bar uit te voeren. Hierbij volgen de trucs elkaar op in een routine (flow). Freestyle calisthenics vereist een goede beheersing van je momentum en het begrijpen van het mechanisme van het lichaam en de bar.

## Veelvoorkomende oefeningen

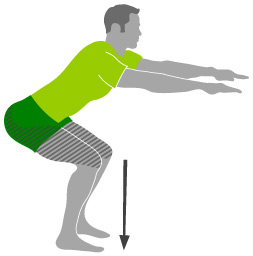
Een squat. Na het hurken staat de sporter weer op terwijl hij zijn armen terugbrengt naar zijn zij.

De meest uitgevoerde calisthenicsoefeningen zijn onder andere:
- Burpees
- Calf raises zonder gewicht
- Crunches
- Dips
- Front lever en back lever
- Handstands
- Human flag
- Jumping jacks
- Leg raises
- L-sit
- Mountain climbers
- Muscle-up
- Opdrukken (push up)
- Optrekken (pull ups en chin ups)
- Pistol squat
- Planche
- Planken
- Shuttle run (sprints)
- Sit ups
- Squats en squat jumps
- Superman

Dit zijn allemaal oefeningen die je met je lichaamsgewicht kunt doen en daardoor bij de sport calisthenics horen.
Binnen calisthenics worden oefeningen  onderverdeeld in push en pull bewegingen. Welke vervolgens onderverdeeld worden in horizontale en verticale oefeningen.
Een pull up is een voorbeeld van een verticale pull oefening, en een push up een horizontale push oefening. 
Wanneer je calisthenics beoefent is het belangrijk om ongeveer een gelijk aantal horizontale als verticale push en pull oefeningen te trainen. Zodat er geen disbalans in je spieren ontstaat.

## Coöperatieve calisthenics
Coöperatieve calisthenics zijn calisthenicsoefeningen die met twee of meer deelnemers worden gedaan die elkaar helpen de oefeningen uit te voeren. Deze oefeningen worden al eeuwenlang gebruikt als manier om fysieke kracht, uithoudingsvermogen, mobiliteit en coördinatie op te bouwen. Meestal voert de ene persoon de oefening uit en voegt de andere persoon weerstand toe. Voorbeelden zijn iemand die squats doet met iemand op zijn rug, of iemand die iemand anders in de armen houdt en rondloopt. Hierbij kan ook gebruik worden gemaakt van apparatuur, bijvoorbeeld een touw waarbij beide mensen aan een uiteinde trekken.

## Calisthenicsparken

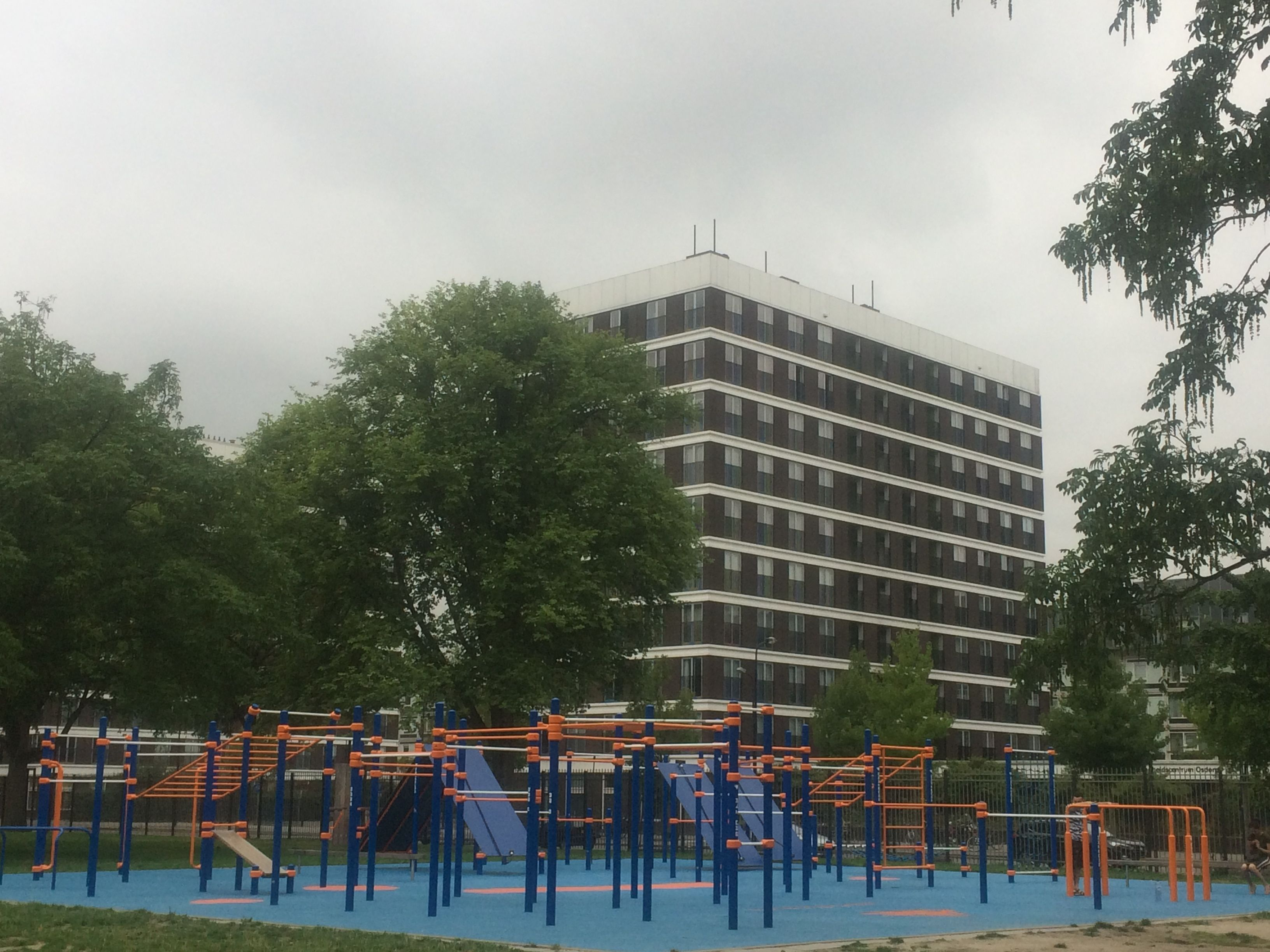
Calisthenicspark in Osdorp, Amsterdam

Over de hele wereld zijn steeds meer sport- en calisthenicsparken te vinden. Sommige zijn speciaal ontworpen voor calisthenicstraining en de meeste bevinden zich buiten en zijn gratis toegankelijk. In calisthenicsparken is apparatuur te vinden zoals optrekstangen ('pull up bars'), monkey bars en parallel bars. Er zijn online kaarten te vinden waarop calisthenicsparken over de hele wereld te vinden zijn.

## Calisthenics in Nederland en Vlaanderen
In 2012 werd in Nederland het eerste officiële calisthenicspark geopend. Inmiddels heeft calisthenics in Nederland een enorme groei doorgemaakt van 80 parken in 2017 tot 200 calisthenicsparken in 2019. Anno september 2021 zijn er meer dan 300 parken te vinden in Nederland. In België zijn anno september 2021 circa 170 calisthenicsparken aanwezig.
In 2016 en 2019 werd de Nederlandse Melanie Driessen wereldkampioen freestyle calisthenics. In 2018 werd Dineke Minten derde in deze competitie.